# Rolf-Dieter Kluge
Rolf-Dieter Kluge (* 26. Juni 1937 in Pirna; † 13. März 2024 in Tübingen) war ein deutscher Slawist.

## Werdegang
Nach dem Abitur studierte Kluge Geographie, Germanistik, Philosophie und Slavistik an der Universität Mainz und der Freien Universität Berlin und legte 1961 in Berlin das Staatsexamen ab. Ab 1963 war er Assistent an der Universität Mainz, an der 1965 mit einer Arbeit über „Westeuropa und Rußland im Weltbild Aleksandr Bloks“ promovierte. 1972 wurde er dort Assistenzprofessor, 1975 habilitierte er sich mit einer Arbeit „Vom kritischen zum sozialistischen Realismus. Die literarische Tradition in Rußland 1880–1925“ und wurde an die Universität Freiburg berufen.
Von 1982 bis 2002 war er als Nachfolger von Ludolf Müller ordentlicher Professor für slawische Literaturwissenschaft an der Universität Tübingen. 1989/90 war er Dekan der Neuphilologischen Fakultät und 1994/95 Vizepräsident der Universität Tübingen. Nach seiner Pensionierung wurde er 2002 Professor an der Universität Warschau.

## Auszeichnungen
Im Jahr 2002 erhielt Rolf-Dieter Kluge als einer der ersten Deutschen neben Rolf-Dietrich Keil, dem Pfarrer Cyrill Pech und der Essener Schulleiterin Elisabeth Gemein auf Anordnung des russischen Präsidenten Wladimir Putin die staatliche Puschkin-Medaille.

## Schriften (Auswahl)
- Westeuropa und Rußland im Weltbild Aleksandr Bloks (= Slavistische Beiträge, Bd. 27). Sagner, München 1967 (Dissertation Universität Mainz).
- Vom kritischen zum sozialistischen Realismus. Studien zur literarischen Tradition in Russland 1880 bis 1925. List, München 1973, ISBN 3-471-61447-8.

- Alexander A. Bogdanow als Science-Fiction-Autor. In: Science-Fiction in Osteuropa: Beiträge zur russischen, polnischen und tschechischen phantastischen Literatur (Osteuropaforschung Bd. 14), hrsg. von Wolfgang Kasack, Verlag Arno Spitz, Berlin 1984, S. 26–37, ISBN 3-87061-256-8.
- (Hrsg.): Tausend Jahre russische Kirche 988 - 1988. Geschichte, Wirkungen, Perspektiven. Attempto, Tübingen 1989, ISBN 3-89308-101-1.
- Perestrojka, von innen gesehen. Beobachtungen, Erfahrungen, Perspektiven. Harrassowitz, Wiesbaden 1990, ISBN 3-447-03076-3.
- Ivan S. Turgenev. Dichtung zwischen Hoffnung und Entsagung (= Quellen und Studien zur russischen Geistesgeschichte, Bd. 11). Wewel, München 1992, ISBN 3-87904-109-1.
- Anton P. Čechov. Eine Einführung in Leben und Werk. Wissenschaftliche Buchgesellschaft, Darmstadt 1995, ISBN 3-534-12631-9.
- (Hrsg.): Ein Leben zwischen Laibach und Tübingen. Primus Truber und seine Zeit ; Intentionen, Verlauf und Folgen der Reformation in Württemberg und Innerösterreich (= Sagners slavistische Sammlung, Bd. 24). Sagner, München 1995, ISBN 3-87690-620-2.
- (Hrsg.): Von Polen, Poesie und Politik ... Adam Mickiewicz 1798 - 1998. Attempto, Tübingen 1999, ISBN 3-89308-308-1.
- (Hrsg.): "Ein Denkmal schuf ich mir..." Alexander Puschkins literarische Bedeutung. Eine Ringvorlesung aus Anlaß seines 200. Geburtstages. Attempto, Tübingen 2000, ISBN 3-89308-317-0.
- F. M. Dostojevskij. Eine Einführung in Leben, Werk und Wirkung. wbg Academic, Darmstadt 2021, ISBN 978-3-534-40507-7.

Festschriften
- Heide Willich-Lederbogen (Hrsg.): Itinera slavica. Studien zu Literatur und Kultur der Slaven. Festschrift für Rolf-Dieter Kluge zum 65. Geburtstag (= Die Welt der Slaven, Sammelbände, Bd. 16). Sagner, München 2002, ISBN 3-87690-824-8.
- Tilman Berger (Hrsg.): Slavistik in Tübingen. Jubiläumsband zum 40jährigen Jubiläum der Gründung des Slavischen Seminars an der Universität Tübingen 1962, zum 85. Geburtstag von Ludolf Müller und zum 65. Geburtstag von Rolf-Dieter Kluge (= Skripten des Slavischen Seminars der Universität Tübingen, Bd. 36). Tübingen 2003.